# Kühnes Langschwanzeidechse
Kühnes Langschwanzeidechse (Takydromus kuehnei) ist eine Art aus der Gattung der Schnellläufer-Eidechsen (Takydromus).

## Verbreitungsraum und Bedrohungen
Takydromus kuehnei  ist im Südosten Chinas, in Taiwan und Vietnam verbreitet und wurde in Höhen von bis zu 1000 m gefunden. Die International Union for Conservation of Nature (IUCN) stuft die Art als nicht gefährdet (Least Concern) ein und den Populationstrend als stabil.

## Merkmale
Die Körperfarbe ist dorsal olivrgün bis -braun mit einem dunklen olivbraunen Streifen. Die Unterseite ist weißlich.

## Lebensweise
Diese tagaktive, bodenbewohnende Art lebt in Sekundärwäldern, an Waldrändern und in der Nähe von Bächen. In China kommt sie in offenen Gebieten im Bergwald vor. Weibchen legen bis zu vier Gelege pro Jahr mit durchschnittlich ein bis zwei Eiern. Die genaue Dauer der Paarungszeit ist unbekannt. Ziegler (2002) gab an, dass die Art in Vietnam während der Trockenzeit brütet.

## Systematik
Die Art wurde 1909 von dem US-amerikanischen Herpetologen John Van Denburgh wissenschaftlich erstbeschrieben. Benannt ist sie nach Victor Kühne.
Die Unterart T. kuehnei kuehnei ist im Südosten Chinas und in Taiwan verbreitet. Die Unterart T. kuehnei vietnamesis findet sich ausschließlich im Norden Vietnams. Es gibt geringfügige Farbabweichungen und bei der chinesischen Unterart können alle ventralen Schuppen bei jungen Tieren und Männchen spitz und schwach gekippt sein.
- Takydromus kuehnei kuehnei, Van Denburgh, 1909
- Takydromus kuehnei vietnamensis, Ziegler & Bischoff, 1999[8]